# Иджма
Иджма́ (араб. إجماع‎ — букв. «единогласие») — согласие, единодушное мнение или решение авторитетных лиц по обсуждаемому вопросу. Один из источников мусульманского права — фикха.

## История
Традиция связывает возникновение иджмы с деятельностью первых учёных-законоведов (муджтахидов) второй половины VII века — «7 факихов Медины», к числу которых относятся Саид ибн аль-Мусаййиб, Урва ибн аз-Зубайр, Касим ибн Мухаммад, Убайдуллах ибн Абдуллах, Сулейман ибн Ясар, Хариджа ибн Зайд и Абу Бакр ибн Убайд аль-Харис. Они установили порядок рассмотрения спорных вопросов, основывающийся на сборе сведений по рассматриваемому вопросу и их сравнении, а также на опросе большого числа людей.
Положение об иджме как об одном из источников фикха, то есть правовых норм, было сформулировано Мухаммедом аш-Шафии, однако он считал, как и Малик ибн Анас, что иджма — это только то, что выработано мединскими факихами. Абу Ханифа допустил, что иджма может исходить от любой авторитетной группы.

## Отношение к иджме в суннитских мазхабах
Отношение к иджме у представителей мазхабов различно. Ханафиты признавали иджму только тех асхабов, хадисы которых они считали достоверными. Маликиты признавали только иджму мединских муджтахидов, относящиеся к аль-иджма‘ аль-кавли и аль-иджма аль-а‘мали. Шафииты признавали иджма только как дополнение к Корану и сунне, а не как самостоятельный источник права. Ханбалиты принимали все категории аль-иджма мединских муджтахидов.
Только в ханафитском мазхабе иджма получила перспективу развития в правотворческий институт, в остальных же мазхабах аль-иджма — стабильный канонизированный источник правового материала.

## Категории иджма
По способу выражения и доведения иджмы до общего ведения выделяются такие её категории:
- аль-иджма‘ аль-каули (араб. الإجماع القولي‎) — высказанное вслух, то есть решение, принятое при гласном обсуждении;
- аль-иджма‘ аль-а‘мали (араб. الإجماع العملي‎) — практическое, то есть решение не обсуждавшееся, но вытекающее из одинаковых решений и действий при одинаковых обстоятельствах;
- аль-иджма‘ ас-сукути (араб. الإجماع السكوتي‎) — молчаливое, невысказанное, то есть решение кого-то одного, известное всем и такое, против которого не было сделано каких-либо возражений.